# Świadkowie Jehowy w Burkinie Faso
Świadkowie Jehowy w Burkinie Faso – społeczność wyznaniowa w Burkinie Faso, należąca do ogólnoświatowej wspólnoty Świadków Jehowy, licząca w 2023 roku 1986 głosicieli, należących do 50 zborów. W 2023 roku na dorocznej uroczystości Wieczerzy Pańskiej zgromadziły się 4462 osoby. Od 2012 roku działalność miejscowych głosicieli koordynuje Biuro Oddziału w Abomey-Calavi w Beninie. Biuro Krajowe i Biuro Tłumaczeń znajduje się w Wagadugu.

## Historia
W 1959 roku do kraju został wysłany na kilka tygodni Emmanuel Mama z Ghany, który prowadził działalność kaznodziejską w stolicy, w Wagadugu. W kraju tym nie było jednak miejscowych Świadków Jehowy. W 1963 roku do Wagadugu przeniosło się siedmiu Świadków Jehowy z Togo, z Beninu i z Demokratycznej Republiki Konga. Po paru miesiącach dołączyło do nich kilku współwyznawców z Ghany. W 1964 roku na skutek presji kleru na urzędników aresztowano tych głosicieli, trzymano ich 13 dni w więzieniu, po czym wydalono z kraju. Emmanuel Johnson, mieszkaniec kraju, w 1965 roku kontynuował studium biblijne ze Świadkami Jehowy drogą listowną.
W 1972 roku w kraju działało 14 Świadków Jehowy, wśród nich misjonarka – absolwentka Szkoły Gilead – Margarita Königer. Rok później w 3 zborach działało 19 głosicieli. W następnych latach do kraju dotarły kolejne grupy misjonarzy. W 1986 roku zanotowano liczbę 324 głosicieli w 14 zborach.
W 1993 roku liczba głosicieli wynosiła 345 osób. Do kraju przeprowadziło się kilkunastu Świadków Jehowy z Francji. W 1996 roku w Wagadugu oddano do użytku Salę Zgromadzeń. W 1998 roku rozpoczęto wydawanie publikacji Świadków Jehowy w języku moore.
W 2007 roku w Burkinie Faso zanotowano liczbę 1309 Świadków Jehowy, a na uroczystości Wieczerzy Pańskiej (Pamiątce) zebrało się 4038 osób. W 2010 roku liczba głosicieli wyniosła 1495.
W 2011 roku do kraju przybyli kolejni misjonarze Szkoły Gilead. 19 lutego otwarto powiększone Biuro Krajowe. Zanotowano liczbę 1520 głosicieli. W maju 2011 roku opiekę nad działalnością Świadków Jehowy przejęło Biuro Oddziału w Beninie, a wcześniej działalność kaznodziejską na tym terenie nadzorował oddział w Wybrzeżu Kości Słoniowej.
W 2012 roku w Burkinie Faso działało 1581 głosicieli. 9 grudnia 2018 roku w Wagadugu ogłoszono wydanie Chrześcijańskich Pism Greckich w Przekładzie Nowego Świata w języku moore. W 2019 roku przekroczono liczbę 2 tysięcy głosicieli. 19 marca 2023 roku w Wagadugu Youssouf Ouedraogo, członek Komitetu Oddziału w Beninie, ogłosił wydanie Pisma Świętego w Przekładzie Nowego Świata w języku moore. Program do innych zborów w formie wideokonferencji, z którego skorzystało ogółem przeszło 1730 osób. Językiem tym posługuje się 807 głosicieli należących do 22 zborów i grup w Burkinie Faso. W marcu 2023 roku odnotowano nową najwyższą liczbę pionierów pomocniczych – 684. W dwóch biurach tłumaczeń przygotowuje się publikacje w języku diula i moore.
Kongresy odbywają się w językach: angielskim, amerykańskim języku migowym, diula, ewe, francuskim i moore.